# Klein-Liebenau

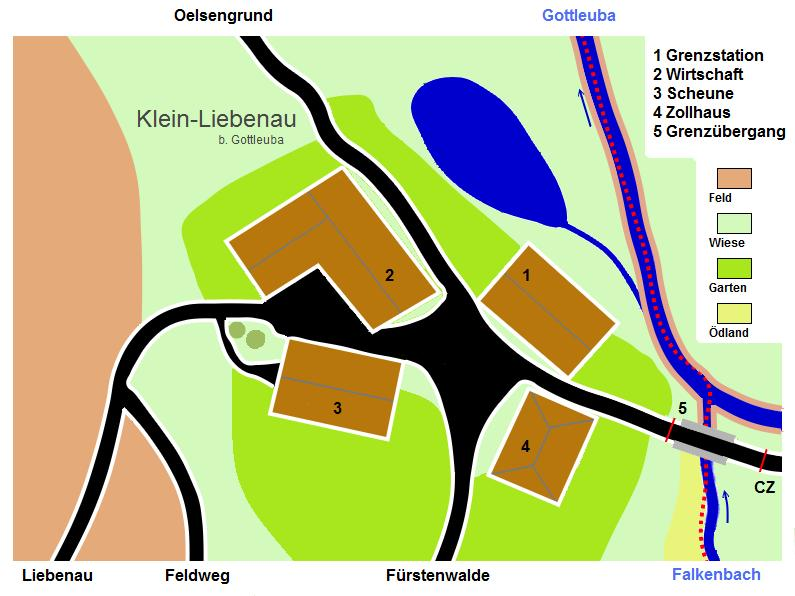
Klein-Liebenau um 1960

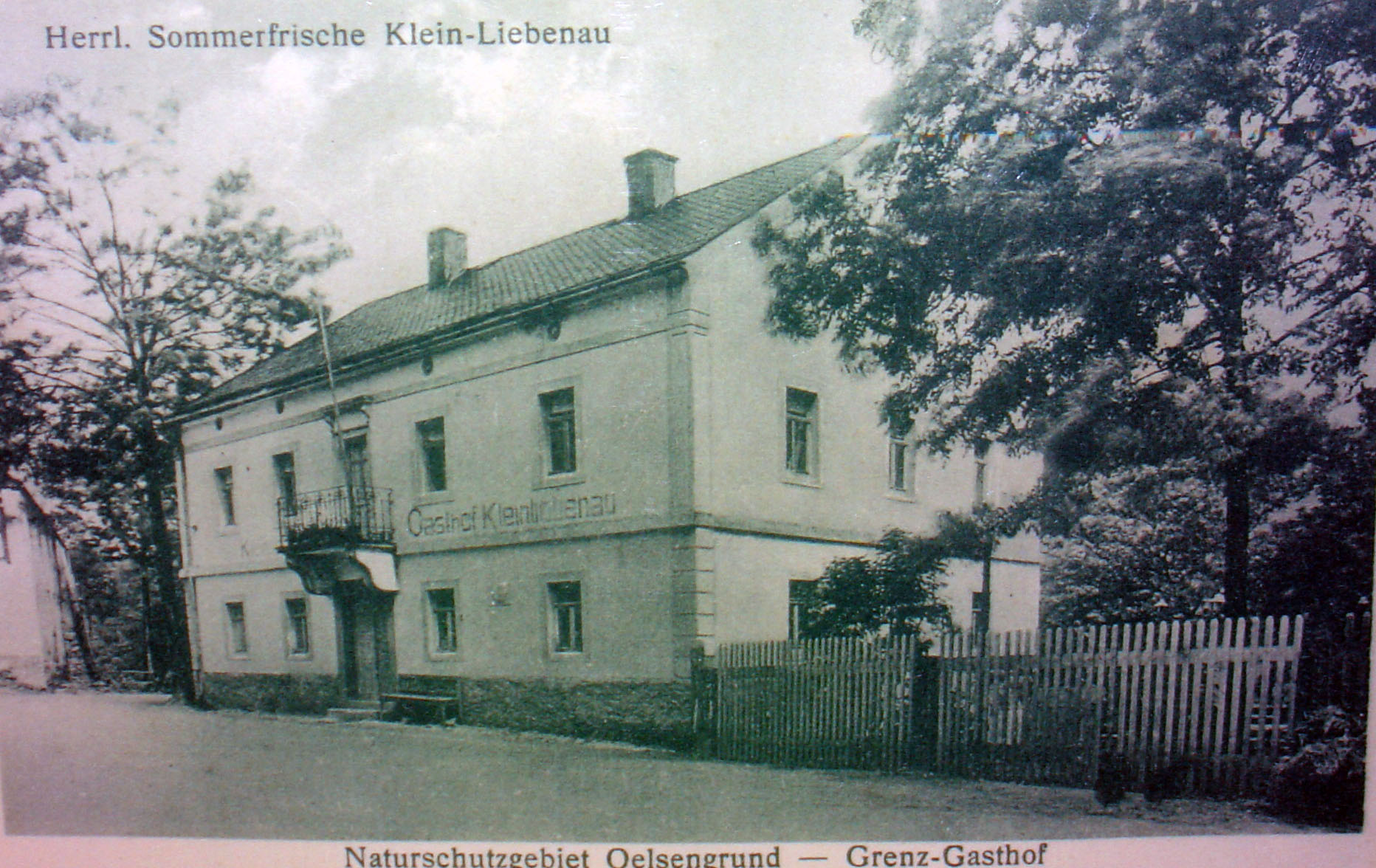
Gasthof in Klein-Liebenau

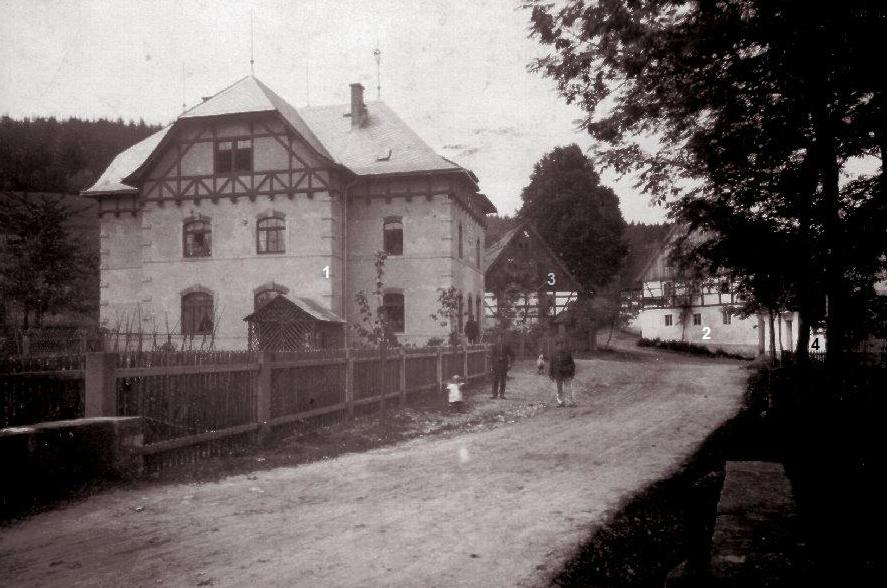
Klein-Liebenau um 1908: 1 = Zollhaus, 2 = Wirtschaft, 3 = Scheune, 4 = Gasthof

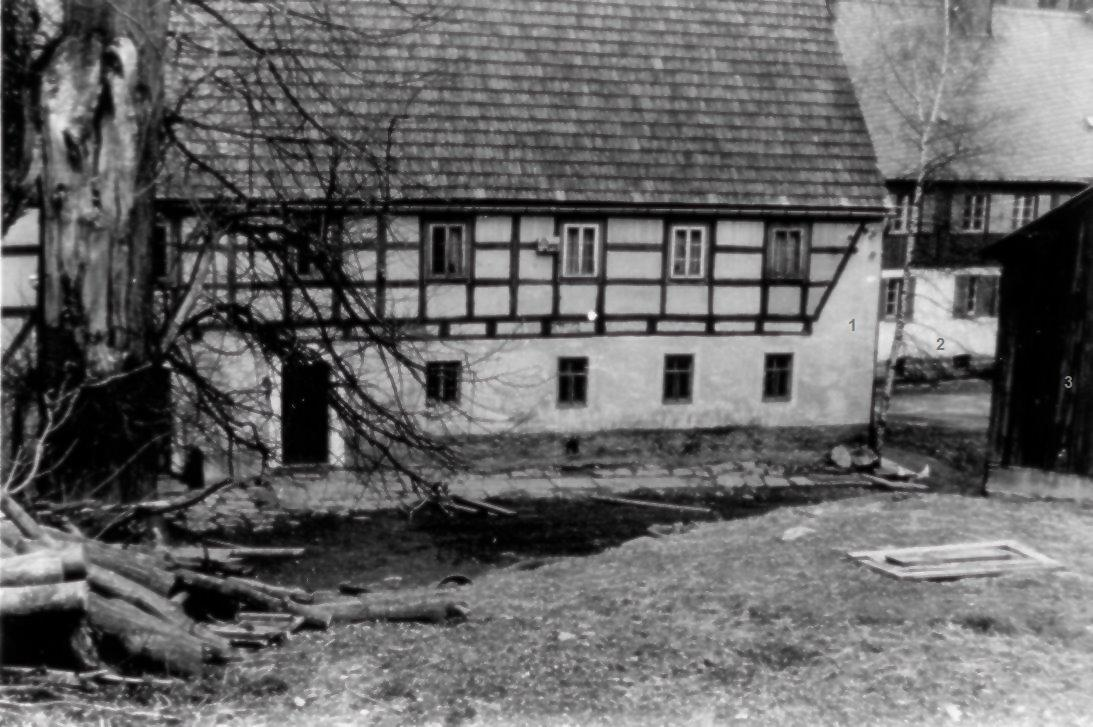
Klein-Liebenau 1971: 1 = Wirtschaft, 2 = Grenzstation, 3 = Scheune

Klein-Liebenau b. Gottleuba oder auch Kleinliebenau (zu Liebenau) ist ein Ortsteil des Ortes Liebenau. Der Ortsteil liegt seit 1973 wüst.

## Geologie
Die Flur Klein-Liebenau liegt auf dem nordöstlichen Abhang des Osterzgebirges. Die Gottleuba entwässert sie im Tal in nördlicher Richtung. Geologisch gebildet wird sie durch die archaische Gneisformation mit Biotitgneis des Erzgebirges. Der Gneis in dieser Region wird nicht geologisch gestört durch andere Gesteine (Porphyr, Basalt, Erzlager, …). Er ist auch nicht durch Felsen, Steinbrüche oder Bergwerke aufgeschlossen worden. Die Verwitterung erfolgt in kleinen Schalen oder Schüppchen und bildet einen guten und tiefgründigen Verwitterungsboden, der landwirtschaftlich nutzbar ist.
Die Talsohle ist durch Anschwemmungen (Holozän) mit Schotter und Lehmablagerungen bedeckt. Durch die vorhandenen Senken (Keller, alter Teich und Gräben) und durch die Regulierung der Gottleuba hat sich jetzt hier eine sumpfige Feuchtwiese gebildet. Die ganze Oberfläche wurde durch Menschenhand überarbeitet und kultiviert.

## Geografie
Die Flur Klein-Liebenau liegt an der deutsch-tschechischen Grenze im oberen Gottleubatal. Die Nachbargemeinden sind Fürstenwalde, Liebenau und Oelsengrund (wüst). Im ehemaligen Ortsbereich münden die Falkenbach und die Nasenbach in die Gottleuba.

## Geschichte
Um das Jahr 1350 fand der Hammer Klein-Liebenau und damit der Ort erstmals Erwähnung. Klein-Liebenau bestand aus einer Gastwirtschaft, die später zur Grenzstation umgebaut wurde, einem Mehrfamilienhaus, das den Zollbeamten und ihren Familien als Wohnhaus diente (Zollhaus) sowie einer bäuerlichen Wirtschaft mit Wohnhaus, Stallung und einer Scheune. Die Wirtschaft war noch bis zur Schleifung 1973 in Betrieb.